# Guillaume Courtois
Pour les articles homonymes, voir Courtois.
 (juin 2025).
Si vous disposez d'ouvrages ou d'articles de référence ou si vous connaissez des sites web de qualité traitant du thème abordé ici, merci de compléter l'article en donnant les références utiles à sa vérifiabilité et en les liant à la section « Notes et références ».
 (juin 2025).
Guillaume Courtois, dit Guglielmo Cortese ou Il Borgognone, né le 20 janvier 1626 à Saint-Hippolyte, mort le 15 juin 1679, est un artiste peintre franc-comtois.

## Biographie
Guillaume Courtois est un frère cadet du peintre jésuite Jacques Courtois. L'essentiel de sa carrière s'est déroulé à Rome.

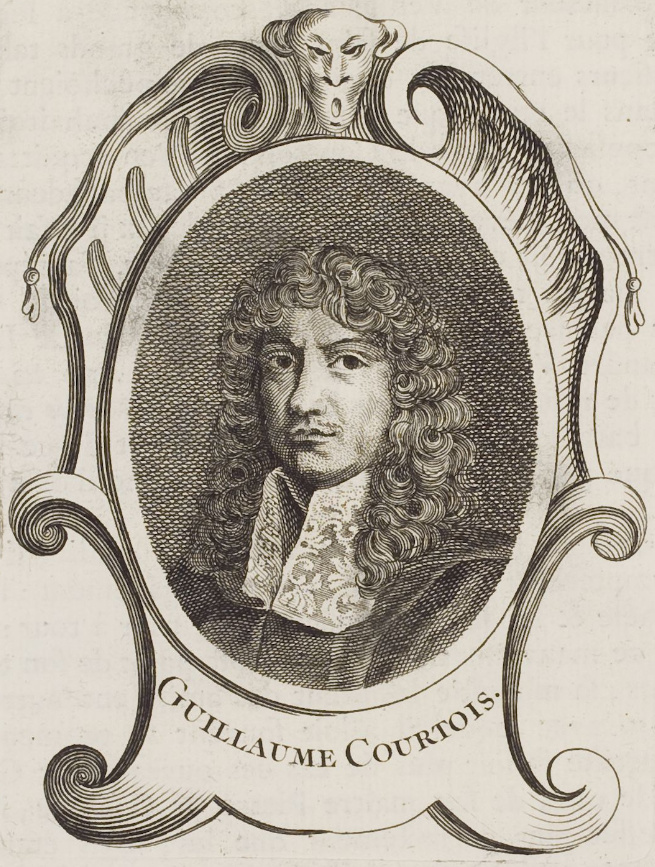
Portrait gravé publié en 1745.

Comme son frère, il naît à Saint-Hippolyte (à l'époque comté de Bourgogne, possession des Habsbourg d'Espagne), d'un père peintre, Jean Courtois ou La Guerre de Dix Ans, annexe locale de la Guerre de Trente Ans, et la peste, conduisent la famille  à l'exil trois garçons poursuivant dans le milanais espagnol puis plus au sud jusqu'à Rome (Jacques, Guillaume et Jean-François, ce dernier peu connu mais la fresque des Douze Apôtres de l'abside de la cathédrale d'Anagni dans le Latium lui est attribuée, voir dizionario biografico Treccani) . Ensemble, père, filles et fils feront le voyage en Italie vers 1636 alors que Guillaume est encore enfant.
Il passe par Fribourg, puis Milan, probablement Bologne, Florence avant d'arriver à Rome vers 1638, voyage peu documenté. Il entre dans l'atelier de Pierre de Cortone, s'exerçant au dessin sur le vif et à la copie d'artistes comme Giovanni Lanfranco et Andrea Sacchi. Il étudie également les peintres bolonais et notamment Le Guerchin (Giovanni Francesco Barbieri), et se forge un style classique avec une légère tendance maniériste, à la manière de Carlo Maratta. Très bon peintre à fresque et à l'huile, il est aussi graveur. C'est Pietro da Cortona (Pierre de Cortone), qui le fait participer, avec Gaspard Duguet qu'il rencontre alors, à la peinture de la frise de la salle des Pays (sala dei Paesi). Pietro da Cortona lui confie, ainsi qu'à son frère aîné Jacques, la réalisation de fresques à la basilique San Marco Evangelista al Campidoglio. Pietro da Cortona les présente à Niccolò Sagredo, ambassadeur de Venise à Rome qui deviendra Doge, dont il peint un portrait aujourd'hui dans la sacristie de la basilique San Marco Evangelista al Campidoglio. Sagredo sera leur premier protecteur financier. Guillaume se mariera d'ailleurs à Venise en 1665 avec Felice Renzi. 
Il bénéficiera aussi de la protection du pape Alexandre VII Chigi et du prince Giovanni Battista Borghese qui lui commandent de nombreux travaux de Camilo Pamphilj à qui, avec Gaspard Dughet, il commandera des œuvres pour son palais de Valmontone. Il est reçu à l'Accademia di San Luca en 1657, en devient le "Premier" des quatre recteurs en 1660. Il acquiert un petit immeuble (palazzo) aujourd'hui au 31 piazza di Spagna, au-dessus de la porte duquel se trouvait jusqu'à sa restauration en 2018 un écusson portant ses armoiries et sa devise : « Benché di spada armato io son cortese » (« Bien qu'armé d'une épée je suis courtois »). Il n'avait pas été remis en place en décembre 2020, mais on peut le voir en cherchant sur internet.
Ses œuvres se trouvent dans de nombreuses églises et dans toutes les grandes galeries-musées de Rome, entre autres à l'église Saint-André au Quirinal dont l'architecte est Le Bernin. Il sera son peintre principal à partir des années 1660. On en trouve aussi au palais du Quirinal.
Il peint La Bataille de Josué dans la galerie du palais du Quirinal, la Crucifixion de saint André dans l'église Saint-André du Quirinal, diverses œuvres pour les jésuites, parfois en collaboration avec son frère. Sa dernière œuvre est Le Christ s'adressant à Marthe. 
Guillaume Courtois meurt de la goutte le 15 juin 1679.

## Œuvre

### Tableaux et fresques à Rome
De très nombreuses œuvres sont visibles aujourd'hui à Rome, mais certaines dans des collections privées difficilement accessibles. La liste des œuvres se trouve dans l'ouvrage référencé. 
Sont accessibles les œuvres se trouvant :  
- Accademia di San Luca
- Chiesa (église) di Sant'Andrea delle Fratte
- Chiesa du Sant'Andrea al Quirinale
- Arcibasilica di San Giovanni in Laterano (Arch basilique)
- Basilica di San Marco Evagelista al Campidoglio
- Basilica di Santa Prassede
- Basilica della Santissima Trinità dei Pellegrini
- Cappella de la Congregazione Prima Primaria al Collegio Romano (accès difficile, rares visites guidées, sinon sur demande, par l'église Saint-Ignace, Sant'Ignazio)
- Istituto Nazionale (o Centrale) per la Grafica - Gabinette Nazionale delle Stampe
- Musei Capitolini, palazzo dei Conservatori, Pinacoteca
- Museo Francescano dei frati minori Cappuccini - Istituto Storico dei frati minori Cappuccini (Difficile d'accès, périphérie de Rome)
- Palais Altieri (visites aléatoires)
- Palais Barberini - Gallerie Nazionali di Arte Antica
- Palais Braschi - Museo di Roma (pour son tableau Sangue sparso di Cristo, autorisation aléatoire sur demande)
- Palazzo Doria Pamphilj
- Palais Patrizi (collection privée avec visites très aléatoires, une œuvre dans un salon privé)
- Palais du Quirinal (visites guidées, voir le site du palais)

Près de Rome

Collegiata di Santa Maria Assunta, à Ariccia, grande fresque de l'abside (la collégiale est la dernière des trois églises conçue et réalisée par Le Bernin).

### Dessins
- La Grappe de Canaan, plume, encre brune, lavis brun, papier bleu, H. 0,250 ; L. 0,408[4]. Paris, Beaux-Arts[5]. Autrefois attribué à Pietro Testa, ce dessin met en scène un épisode de l'Ancien Testament largement traité par la Rome baroque, à savoir le retour des hommes envoyés par Moïse dans la vallée d'Eshkol. Le travail de la composition et du paysage semble puiser ses inspirations dans le cycle des Saisons de Nicolas Poussin, notamment l'Automne.

### Dans les collections publiques
- Musée d'art de Toulon

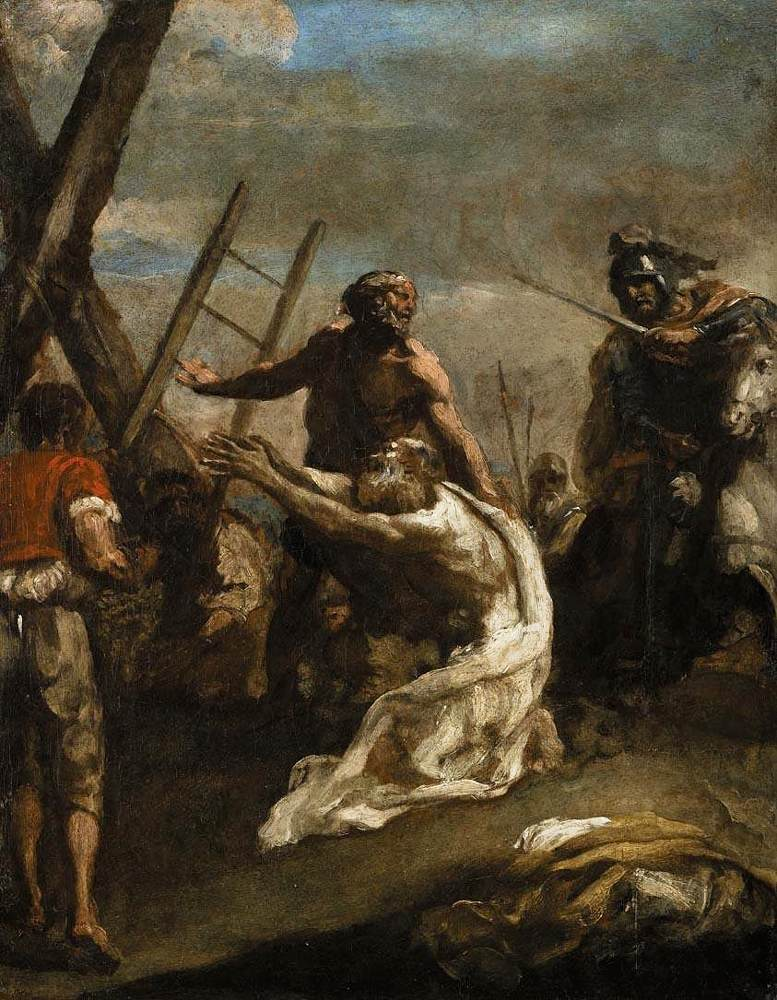
Martyre de Saint-André
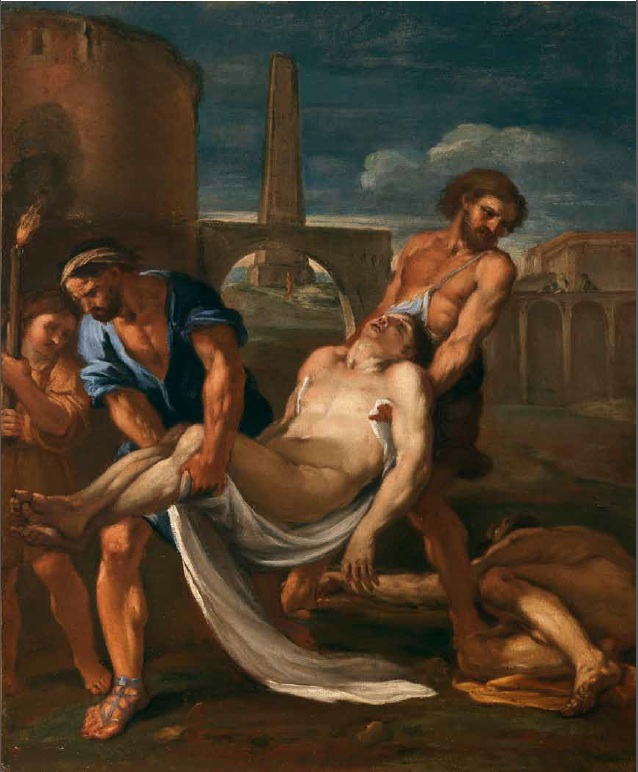
Martyrs saints Abdon et Sennen
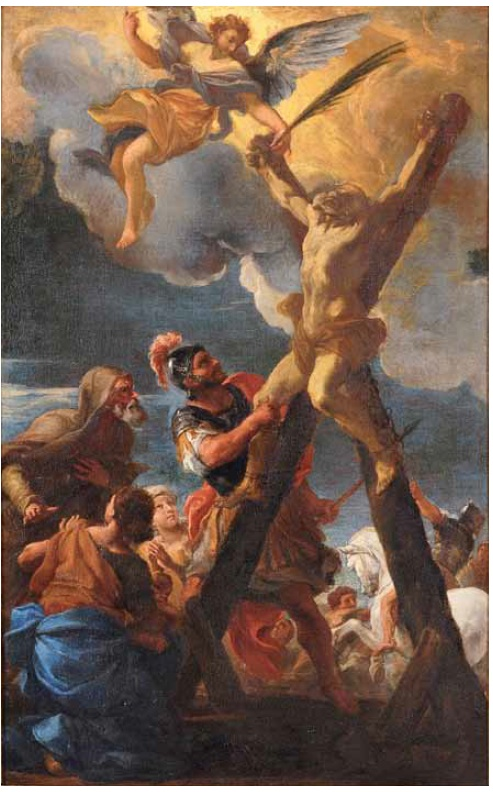
La crucifixion de Saint-André
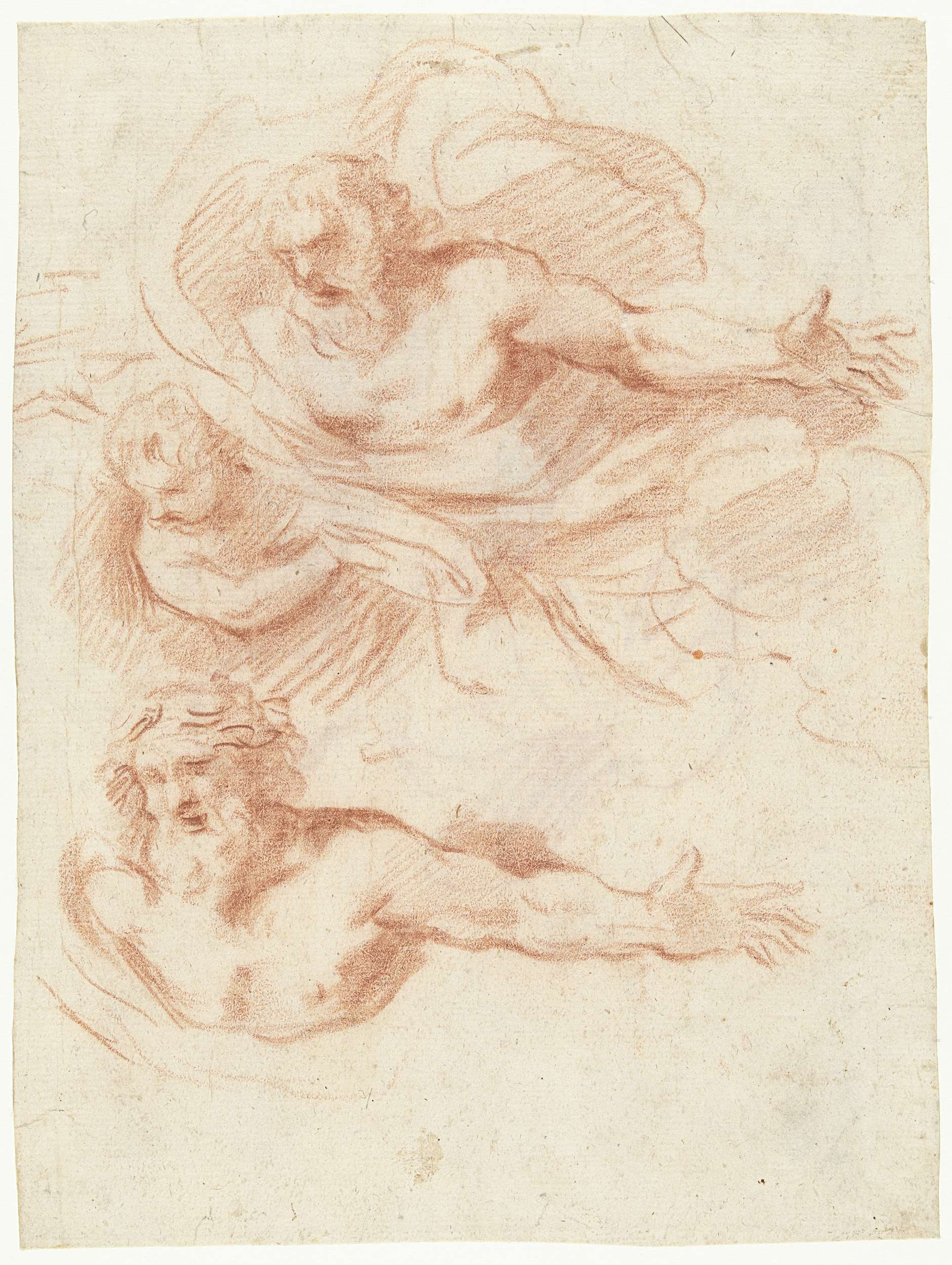
Étude